# Championnat d'Albanie de football 1972-1973
Navigation
Championnat d'Albanie 1971-72 Championnat d'Albanie 1973-74
Le Championnat d'Albanie de football de Kategoria Superiore 1972-1973 est la 32e édition de ce championnat.

## Classement
| Rang | Équipe                | Pts | J  | G  | N  | P  | Bp | Bc | Diff |
| ---- | --------------------- | --- | -- | -- | -- | -- | -- | -- | ---- |
| 1    | Dinamo Tirana         | 41  | 26 | 16 | 9  | 1  | 38 | 11 | +27  |
| 2    | Partizan Tirana       | 34  | 26 | 12 | 10 | 4  | 44 | 17 | +27  |
| 3    | Besa Kavajë           | 34  | 26 | 12 | 10 | 4  | 33 | 17 | +16  |
| 4    | Vllaznia Shkodër      | 33  | 26 | 12 | 9  | 5  | 39 | 24 | +15  |
| 5    | Traktori Lushnja      | 29  | 26 | 10 | 9  | 7  | 22 | 25 | -3   |
| 6    | Flamurtari Vlorë      | 26  | 26 | 9  | 8  | 9  | 32 | 31 | +1   |
| 7    | Labinoti Elbasan      | 24  | 26 | 6  | 12 | 8  | 27 | 29 | -2   |
| 8    | Shkëndija Tirana      | 23  | 26 | 6  | 11 | 9  | 19 | 24 | -5   |
| 9    | Luftëtari Gjirokastër | 22  | 26 | 6  | 10 | 10 | 25 | 32 | -7   |
| 10   | Skënderbeu Korçë      | 22  | 26 | 6  | 10 | 10 | 14 | 22 | -8   |
| 11   | 17 Nëntori Tirana     | 21  | 26 | 8  | 5  | 13 | 23 | 30 | -7   |
| 12   | Besëlidhja Lezhë      | 20  | 26 | 4  | 12 | 10 | 12 | 24 | -12  |
| 13   | Lokomotiva Durrës     | 19  | 26 | 4  | 11 | 11 | 21 | 33 | -12  |
| 14   | Apolonia Fier         | 16  | 26 | 6  | 4  | 16 | 17 | 47 | -30  |

|  | Champion |
|  | Relégué  |

## Bilan de la saison
| Tableau d'Honneur                 |                 |
| Compétition                       | Vainqueur       |
| Championnat d'Albanie de football | Dinamo Tirana   |
| Coupe d'Albanie de football       | Partizan Tirana |

| Promotions et relégations     |                         |
| Relégués en First Division    | Apolonia Fier           |
| Promus en Kategoria Superiore | Naftëtari Qyteti Stalin |